# Estering
O Estering é um autódromo de rallycross localizado em Buxtehude, no estado da Baixa Saxônia, na Alemanha. Inaugurado em 1972, possui 0,952 km de extensão e 8 curvas.
Já sediou eventos do Campeonato Mundial de Rallycross na etapa do World RX da Alemanha nos anos de 2014 até 2018 e do Campeonato Europeu de Rallycross.

## Vencedores

### World RX da Alemanha
| Ano  | Piloto               | Construtor             | Resumo |
| ---- | -------------------- | ---------------------- | ------ |
| 2018 | Johan Kristoffersson | PSRX Volkswagen Sweden | Resumo |
| 2017 | Mattias Ekström      | EKS                    | Resumo |
| 2016 | Kevin Eriksson       | Olsbergs MSE           | Resumo |
| 2015 | Davy Jeanney         | Peugeot-Hansen Academy | Resumo |
| 2014 | Petter Solberg       | PS 110% AB             | Resumo |

## Ligações Externas
Site oficial (em alemão)